# 锅仓那美
锅仓那美（日语：／ Nabekura Nami，1997年4月11日—）生于兵库县姫路市，是一名日本女子柔道运动员，主攻63公斤级。锅仓五岁时开始练习柔道。她小学和就已经和同样出身自兵库县的柔道选手阿部一二三认识，并经常击败对方。高中毕业后，她加入三井住友海上，成为该社女子柔道部的一员。